# Список музеїв Чернівецької області
Список музеїв, розташованих на території Чернівецької області. 
| Назва                                                                | Місцезнаходження |
| -------------------------------------------------------------------- | ---------------- |
| Літературно-меморіальний музей Юрія Федьковича                       | Чернівці         |
| Меморіальний музей Володимира Івасюка                                | Чернівці         |
| Музей історії та культури євреїв Буковини                            | Чернівці         |
| Чернівецький краєзнавчий музей                                       | Чернівці         |
| Чернівецький обласний державний музей народної архітектури та побуту | Чернівці         |
| Чернівецький художній музей                                          | Чернівці         |
| Музей гончарства                                                     | Коболчин         |
| Кіцманський історичний музей                                         | Кіцмань          |
| Вижницький історико-краєзнавчий музей                                | Вижниця          |
| Мистецько-меморіальний музей-садиба Івана Миколайчука                | Чортория         |
| Музей бойової слави села Гвіздівці                                   | Гвіздівці        |
| Сокирянський історичний музей                                        | Сокиряни         |
| Новодністровський історичний музей                                   | Новодністровськ  |
| Музей-садиба Назарія Яремчука                                        | Вижниця          |
| Музей «Світовий центр старообрядництва»                              | Біла Криниця     |
| Глибоцький районний краєзнавчий музей                                | Глибока          |
| Чернівецький музей буковинської діаспори                             | Чернівці         |
| Музей авіації та космонавтики                                        | Чернівці         |

Музеї при навчальних закладах:
- Літературний музей Івана Бажанського (Кіцмань)
- Романківецький літературно-меморіальний музей К. Ф. Поповича (Романківці)
- Шебутинський краєзнавчий музей (Шебутинці)